# Coeliades
Coeliades es un género de lepidópteros ditrisios de la subfamilia Coeliadinae  dentro de la familia Hesperiidae. Se encuentra en África.

## Especies
Listado de especies.
- Coeliades aeschylus (Plötz, 1884)
- Coeliades anchises (Gerstaecker, 1871)
- Coeliades bixana Evans, 1940
- Coeliades bocagii (Sharpe, 1893)
- Coeliades chalybe (Westwood, 1852)
- Coeliades ernesti (Grandidier, 1867)
- Coeliades fervida (Butler, 1880)
- Coeliades fidia Evans, 1937
- Coeliades forestan (Stoll, [1782])
- Coeliades hanno (Plötz, 1879)
- Coeliades keithloa (Wallengren, 1857)
- Coeliades libeon (Druce, 1875)
- Coeliades lorenzo Evans, 1947
- Coeliades pisistratus (Fabricius, 1793)
- Coeliades rama Evans, 1937
- Coeliades ramanatek (Boisduval, 1833)
- Coeliades sejuncta (Mabille & Vuillot, 1891)